# Criollo de Cayo Rama
El criollo de Cayo Rama es una lengua criolla hablada por aproximadamente 800 a 900 personas en la isla de Rama Cay en el este de Nicaragua. Se basa en el criollo de la costa misquito con elementos adicionales del idioma chibcha rama y supuestamente algunos elementos del inglés hablado con acento alemán. Se supone que la criollización del idioma ocurrió cuando los misioneros moravos que eran alemanes nativos pero predicaban en inglés alentaron a la población de la isla de habla rama a cambiar al inglés.